# Кирвесниеми, Харри
Харри Тапани Кирвесниеми (фин. Harri Tapani Kirvesniemi; род. 10 мая 1958 года, Миккели, Финляндия) — финский лыжник, 6-кратный бронзовый призёр Олимпийских игр (1980, 1984, 1992, 1994, 1998 — в эстафете, 1984 — в гонке на 15 км). Чемпион мира 1989 года в гонке на 15 км.     
Выступая на шести Олимпиадах подряд, он привозил с этих Игр (кроме 1988 года) только бронзовые медали — уникальный случай за всю историю.
20 декабря 2012 года в материалах, переданных в прокуратуру, признан подозреваемым в даче ложных показаний, отрицая применение допинга по т. н. «допинговому делу STT».

## Семья
- Бывшая жена (с 1984 по 2011 годы) — известная финская лыжница Марья Лиса Кирвесниеми.
- Племянница — Мануэла Боско, финская бегунья на короткие дистанции, выступавшая на летних Олимпийских играх 2000 года.